# 6645 Arcetri
A 6645 Arcetri (ideiglenes jelöléssel 1991 AR1) a Naprendszer kisbolygóövében található aszteroida. Eleanor F. Helin fedezte fel 1991. január 11-én.